# ɟ
Cette page contient des caractères spéciaux ou non latins. S’ils s’affichent mal (▯, ?, etc.), consultez la page d’aide Unicode.
ɟ (uniquement en minuscule), appelé j sans point barré ou f culbuté, est une lettre additionnelle de l’alphabet latin qui est utilisée dans l'alphabet phonétique international pour représenter une consonne occlusive palatale voisée.

## Utilisation
Dans l’alphabet phonétique international, j sans point barré ‹ ɟ › est un symbole utilisé pour représenter une consonne occlusive palatale voisée. Typographiquement, ce symbole est à l’origine un f culbuté, cependant il est utilisé pour représenter une consonne palatale comme ‹ j › et est catégorisé comme variante du ‹ j ›. Ce symbole est utilisé comme tel déjà dans l’Exposé des principes de l’Association phonétique internationale de 1900.
Alexander John Ellis utilise le ɟ (f culbuté) pour representer une consonne fricative palato-alvéolaire voisée [ʒ] dans l’alphabet philologique qu’il propose en 1853 et dans son alphabet latinique présenté en 1856.
Le f culbuté a été utilisé par Semion Novgorodov pour son alphabet iakoute, basé sur l’alphabet phonétique international, utilisé de 1917 à 1927.

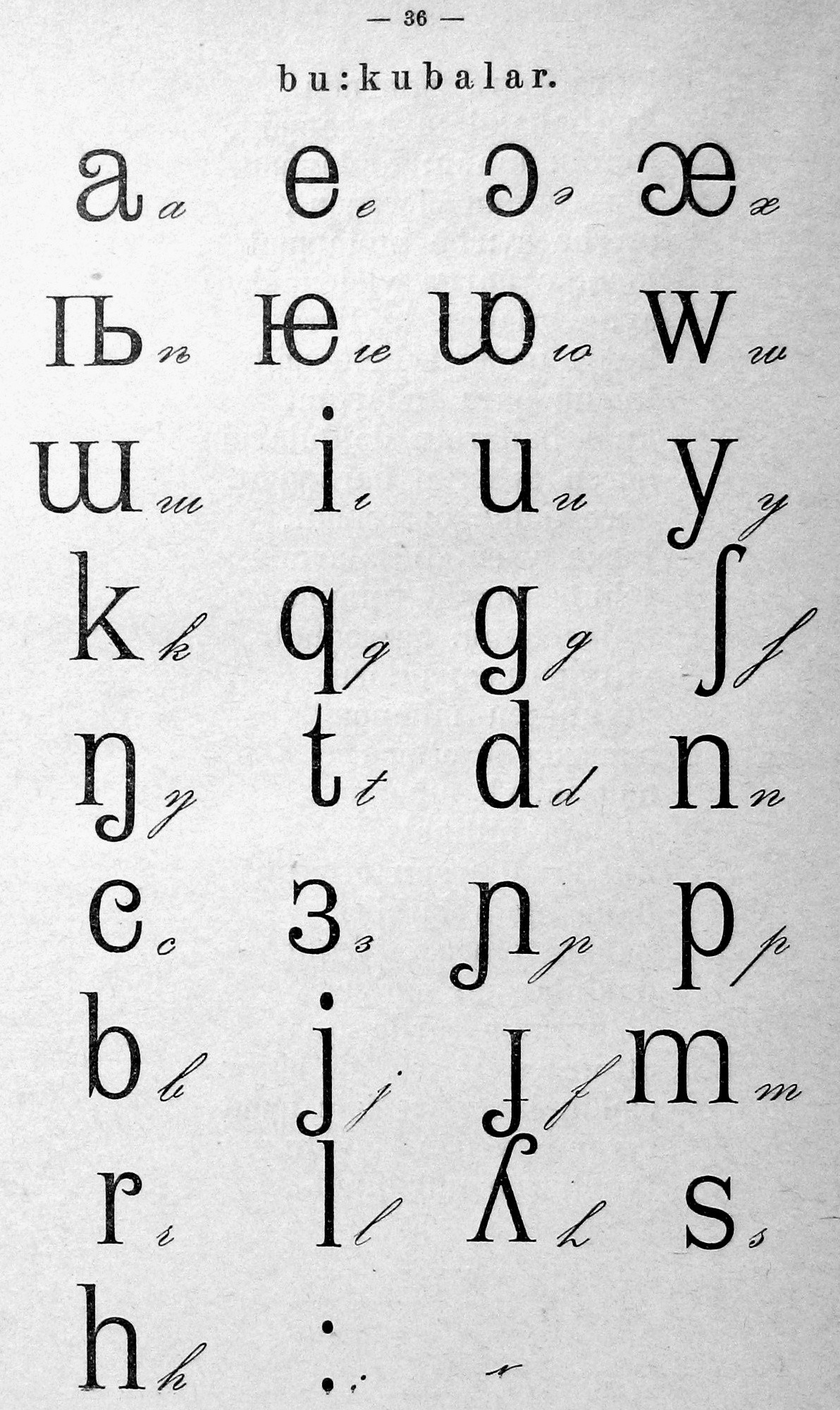
Alphabet iakoute en 1929.

## Représentations informatiques
Le j sans point barré peut être représenté avec les caractères Unicode (Alphabet phonétique international) suivants :
| formes    | représentations | chaînes de caractères | points de code | descriptions                               |
| --------- | --------------- | --------------------- | -------------- | ------------------------------------------ |
| minuscule | ɟ               | ɟ                     | U+025F         | lettre minuscule latine j sans point barré |